# Vạn Xuân, Hưng Yên
Vạn Xuân là một xã thuộc tỉnh Hưng Yên, Việt Nam.

## Địa lý
Xã Vạn Xuân nằm ở phía bắc tỉnh Hưng Yên, có vị trí địa lý:
- Phía đông giáp xã Thư Trì.
- Phía nam giáp xã Vũ Thư.
- Phía bắc giáp xã Hồng Minh và xã Tiên Hưng.
- Phía tây và tây nam giáp với xã Nam Lý và phường Thiên Trường của tỉnh Ninh Bình, có ranh giới tự nhiên là sông Hồng.

## Lịch sử
Ngày 16 tháng 6 năm 2025, Ủy ban Thường vụ Quốc hội ban hành Nghị quyết số 1666/NQ-UBTVQH15 về việc sắp xếp các đơn vị hành chính cấp xã của tỉnh Hưng Yên năm 2025. Theo đó, sắp xếp toàn bộ diện tích tự nhiên, quy mô dân số của các xã Đồng Thanh (huyện Vũ Thư), Hồng Lý, Việt Hùng và Xuân Hòa thành xã mới có tên gọi là xã Vạn Xuân.